# Calyptrochaeta cristata
Calyptrochaeta cristata là một loài rêu trong họ Daltoniaceae. Loài này được Hedw. Desv. mô tả khoa học đầu tiên năm 1825.